# 西蒙妮·奥古斯塔斯
西蒙妮·迪莉西娅·奥古斯塔斯（英語：Seimone Delicia Augustus，1984年4月30日—），生于路易斯安那州巴吞鲁日，美国前女子职业篮球运动员，曾效力于WNBA的明尼苏达山猫队和美国国家队。